# Brasiliansk sjöborrekaktus
Brasiliansk sjöborrekaktus (Echinopsis calochlora) är en art av kaktus från Brasilien. Stammarna är suckulenta, klotformiga, djupt gröna, 6-9 cm i diameter, solitära eller bildar grupper. Ribborna är 13-16 stycken. Areolerna sitter insjunkna i ribborna. Taggarna är nållika, centraltaggarna är 3-4 till antalet, något länge än radiärtaggarna, gula med mörka spetsar. Radiärtaggarna är 14-20, till 1 cm långa, gula.
Blommor blir upp till 16 cm långa, vita.
Två underarter erkänns:
- subsp. calochlora - stammar till 9 cm i diameter, ribbor 13.
- subsp. glaetzleana P.J. Braun & Esteves 1994 - stammar till 7,5 cm i diameter, 14-16 ribbor och mindre blommor.

Namnet calochlora (grek.) betyder vackert grön.
Arten är en lättodlad krukväxt som skall placeras i full sol under hela året. Planteras i mycket väldränerad jord. Vattnas ca en gång per vecka april-maj till oktober. Vid mycket varm väderlek kan mera vatten ges. Ge kvävefattig gödning i små doser. Övervintras svalt och torrt under november-mars. Temperaturen bör ligga på 8-10°C. Utan sval vintervila blommar inte kaktusen.

## Synonymer
- Echinopsis grandiflora Linke 1857 nom. illeg.
- Echinopsis calochlora var. claviformis R.Meyer 1920